# Турачи
Турачи — нетаксономическая группа птиц семейства фазановых, ранее объединявшихся в род Francolinus. В настоящее время традиционный род Francolinus разделён на шесть самостоятельных родов: Peliperdix (1 вид), Ortygornis (3 вида), Francolinus (собственно турачи; 3 вида), Campocolinus (3 вида), Scleroptila (8 видов)  и Pternistis (24 вида). Первые пять таксонов составляют кладу внутри трибы Gallini, однако достаточно обособлены генетически, чтобы считаться самостоятельными родами. Род Pternistis не связан близкими родственными связями с остальными турачами и входит в трибу Coturnicini, поэтому в англоязычной литературе было предложено ограничить термин francolins («турачи») только представителями Gallini (в частности, такой номенклатуре следует Международный союз орнитологов).
Турачи (без Pternistis) являются монофилетической группой, сестринской по отношению к кладе, включающей джунглевых кур (Gallus) и бамбуковых куропаток (Bambusicola).

## Описание
Турачи внешне похожи на куропаток, однако, их телосложение стройнее, а клюв и голова длиннее. Длина тела составляет от 31 см до 42 см, масса варьирует от 250 г (турач коки) до более чем 1500 г (суданский турач). Самец и самка имеют одинаковую окраску у большинства видов, при этом на сильных ногах самцов часто имеются шпоры. Их крылья короткие и закруглённые на концах, у хвоста 14 рулевых перьев.

## Распространение
Турачи живут в тропических регионах Африки и Азии. Северная граница их распространения проходит по Кавказу. Многочисленные виды турачей очень гибко приспосабливаются к человеческим поселениям и культурным ландшафтам, так что их местообитания очень разные в зависимости от региона: густой лес или открытый луг, кустарник или буш, даже каменистые карстовые площади предлагают турачам питание и защиту. Из 41-го вида турачей, 36 обитают исключительно в Африке, 12 из них живут в южной Африке, из них 7 в Намибии, в том числе горный турач (Pternistis hartlaubi), красноклювый турач (Pternistis adspersus) и Scleroptila gutturalis. Капский турач (Pternistis capensis), обитающий в Капских провинциях ЮАР, иногда также встречается на юге Намибии. Ископаемый турач Francolinus capeki (включение в род Francolinus условно), который был найден в Венгрии, датируется поздним плиоценом (примерно 1,8 млн лет назад).

## Образ жизни
Турачи живут преимущественно на земле и питаются насекомыми, растениями и семенами. При опасности, о которой самцы сообщают своим громким и резким голосом, турачи спасаются бегством в укрытие. Некоторые виды турачей на время сна взлетают на деревья с густой листвой. Многие турачи — это выраженные территориальные птицы, ведущие ожесточенную борьбу за защиту своего участка, особенно во время тока. Они живут моногамно. Высиживает кладку в течение 23-х дней только самка, в то время как самец наблюдает поблизости. Гнездо представляет собой небольшое углубление на земле, прикрытое высокой травой или свисающими ветками деревьев, выложенное изнутри травой и веточками. В кладке от 6 до 12 яиц в зависимости от вида. Птенцы — это выводковые птицы. Они покидают гнездо уже через несколько дней после вылупления и живут под присмотром своих родителей от 6 до 12 месяцев в семейном союзе.

## Виды
| Иллюстрация        | Род                                          | Современные виды |
| ------------------ | -------------------------------------------- | --- |
| Лесой турач        | Peliperdix                                   | - Лесной турач (Peliperdix lathami) |
| Хохлатый турач     | Ortygornis                                   | - Хохлатый турач (Ortygornis sephaena) - Серый турач (Ortygornis pondicerianus) - Болотный турач (Ortygornis gularis) |
| Турач франколин    | Турачи (Francolinus)                         | - Жемчужный турач (Francolinus pintadeanus) - Турач, или франколин (Francolinus francolinus) - Расписной турач (Francolinus pictus) |
| Турач коки         | Campocolinus                                 | - Турач коки (Campocolinus coqui) - Белогорлый турач (Campocolinus albogularis) - Шлегелев турач (Campocolinus schlegelii) |
| Краснокрылый турач | Scleroptila                                  | - Воротничковый турач (Scleroptila streptophora) - Краснокрылый турач (Scleroptila levaillantii) - Ангольский турач Финша (Scleroptila finschi) - Scleroptila psilolaema - Scleroptila afra - Scleroptila gutturalis - Турач Шелли (Scleroptila shelleyi) - Scleroptila elgonensis |
| Свенсонов турач    | Pternistis (не связан с остальными турачами) | - Горный турач (Pternistis hartlaubi) - Камерунский турач (Pternistis camerunensis) - Угандский турач (Pternistis nobilis) - Каштановозатылочный турач (Pternistis castaneicollis) - Pternistis atrifrons - Суданский турач (Pternistis erckelii) - Рыжебрюхий турач (Pternistis ochropectus) - Ангольский турач (Pternistis swierstrai) - Гамбийский турач (Pternistis ahantensis) - Серополосый турач (Pternistis griseostriatus) - Кенийский турач (Pternistis jacksoni) - Красноклювый турач (Pternistis adspersus) - Капский турач (Pternistis capensis) - Натальский турач (Pternistis natalensis) - Восточноафриканский турач (Pternistis hildebrandti) - Двушпоровый турач (Pternistis bicalcaratus) - Чешуйчатый турач (Pternistis squamatus) - Желтоклювый турач (Pternistis icterorhynchus) - Саванный турач (Pternistis clappertoni) - Эфиопский турач (Pternistis harwoodi) - Свенсонов турач (Pternistis swainsonii) - Желтогорлый турач (Pternistis leucoscepus) - Серобрюхий турач (Pternistis rufopictus) - Красногорлый турач (Pternistis afer) |